# 高石昌弘
高石昌弘（たかいし まさひろ、1929年3月16日- 2023年10月6日）は、日本の公衆衛生学者、国立公衆衛生院名誉教授。

## 人物・来歴
1953年東京大学医学部卒業。1955年国立公衆衛生院正規医学科修了。1959年「学童期身体発育の縦断的研究」で医学博士（東京大学）。1981年、国立公衆衛生院母性小児衛生学部長、1985年次長、1989年院長、1993年辞職退官。1980年9月東京大学教育学部教授併任（1986年3月まで）。1993年大妻女子大学人間生活科学研究所教授（2000年度まで）。東京医科大学客員教授。国立公衆衛生院顧問・名誉教授。公衆衛生学・健康科学,教育学,体育学,家政学一般(含衣・住環境)。

## 著書
- 『学校保健概説』同文書院, 1978.10
- 『教育学大全集 20　健康と教育』第一法規出版, 1982.11

### 共編著
- 『身体発達と教育』 (教育学叢書）猪飼道夫共著. 第一法規出版, 1967
- 『学校の健康管理』 (新編健康管理シリーズ）富田竜夫共編集 医歯薬出版, 1973
- 『現代教科教育学大系 8 健康と運動』松田岩男,小倉学共編著 第一法規出版, 1974
- 『小児の正常値』編集者:馬場一雄[等], 執筆者: 高石昌弘 [等]. 医学書院, 1976
- 『講座現代のスポーツ科学 4  スポーツと年齢』宮下充正共著 大修館書店, 1977.10
- 『教育学講座 第14巻  健康と身体の教育』江橋慎四郎共編著 学習研究社, 1979.10
- 『現代学校保健全集 第6巻  性教育』荻野博、松岡弘共編著 ぎょうせい, 1981.10
- 『からだの発達 身体発達学へのアプローチ』樋口満、小島武次共著. 大修館書店, 1981.2
- 『学校保健シリーズ』全3巻 船川幡夫共編. 杏林書院, 1981.2-5
- 『二十一世紀の体育・スポーツ』宮下充正共編. 杏林書院, 1982.10
- 『現代学校保健全集 第13巻 精神衛生』飯田澄美子共編著 ぎょうせい, 1982.11
- 『現代学校保健全集 第11巻 健康増進』斎藤歖能共編著 ぎょうせい, 1982.2
- 『現代学校保健全集 第8巻 健康診断』江口篤寿共編著 ぎょうせい, 1982.4
- 『現代学校保健全集 第14巻 環境衛生』元山正、国崎弘共編著 ぎょうせい, 1982.8
- 『現代学校保健全集 第9巻 健康相談』江口篤寿共編著 ぎょうせい, 1982.9
- 『現代学校保健全集 第18巻 諸外国の学校保健』詫間晋平共編著 ぎょうせい, 1983.1
- 『子どもの肥満 その予防と治療』高野陽共編. 有斐閣選書 1984.6
- 『学校と小児保健』 (小児保健シリーズ）木村三生夫共編. 日本小児保健協会, 1986.12
- 『学校保健マニュアル』林謙治共編. 南山堂, 1989.2
- 『乳幼児身体発育値』高石昌弘 [ほか]著. 南山堂, 1989.3
- 『乳幼児の身体発育値 平成2年厚生省調査』 (小児保健シリーズ）編. 日本小児保健協会, 1992.10
- 『学校保健マニュアル 第2版』出井美智子共編. 南山堂, 1996.6
- 『乳幼児身体発育値 平成12年厚生省調査』 (小児保健シリーズ）加藤則子共編. 日本小児保健協会, 2002.10
- 『保健室における養護教諭の対応 養護教諭の進める健康相談』 (子どもをとりまく問題と教育）鈴木美智子共編著. 開隆堂出版, 2003.3
- 平山宗宏、石井裕正共著『ハンドブック アルコールと健康 2005』2005

翻訳
- ロバート・M.マリーナ,クロード・ブシャール『事典発育・成熟・運動』小林寛道共監訳. 大修館書店, 1995.7

## 論文
- <高石昌弘